# 张昭 (1963年)
张昭（1963年—2021年），中国企业家和电影制片人，2006年担任光线影业总裁，2011年初创建乐视影业并任总裁。

## 生平
张昭获上海复旦大学信息科学学士和硕士学位。1990年代初赴美深造，获得纽约大学电影制作专业硕士学位。
1996年回国加盟上影集团。2003年加盟光线传媒任艺术总监。2006年创立光线影业任总裁。2011年建立“互联网时代电影公司”——乐视影业。2013年5月，张艺谋签约乐视影业并担任公司艺术总监。
2021年2月3日据多位业内人士消息，原乐视影业CEO及执行董事张昭于2021年2月3日13点8分在北京逝世，终年58岁。